# لقاح الحصبة
لقاح الحصبة، هو اللقاح الذي يمنع الإصابة بالحصبة. تتفعّل مناعة الأفراد الذين لم يختبروا رد فعل مناعي إثر الجرعة الأولى، بعد تلقيهم الجرعة الثانية. لا يحدث تفشي مرض الحصبة في كثافة سكانية ما عندما تتجاوز نسبة التلقيح 92% من الأفراد، إلا أن المرض قد ينتشر لاحقًا بمجرد انخفاض هذه النسبة. تستمر عادةً فعالية اللقاح لسنوات عدّة، ومن غير الواضح إن كانت فعاليته تنخفض مع مرور الوقت. يمكن للقاح أيضًا أن يعطي فعالية من خلال إعطائه في الأيام الأولى من التعرض للفيروس.
يعد اللقاح آمنًا عمومًا حتى على مرضى عوز المناعة المكتسبة، وتكون التأثيرات الجانبية خفيفة وقصيرة الأمد، وتتضمن الألم موضع الحقن بالإضافة إلى الترفع الحروري الطفيف. وثق حدوث صدمة حساسية فيما يقارب 3.5 إلى 10 حالات من أصل مليون جرعة. لا يبدو أن معدلات متلازمة غيلان باريه والتوحد وداء الأمعاء الالتهابي تزداد حدّتها عند إعطاء لقاح الحصبة.
يتوفر اللقاح بشكل مفرد أو ضمن مشاركة مثل لقاح MMR (وهو مشاركة مع لقاح الحصبة الألمانية ولقاح النكاف) أو لقاح MMRV (وهو مشاركة لقاح MMR مع لقاح جدري الماء). يعد لقاح الحصبة فعالًا بشكل متكافئ بين جميع أشكاله، إلا أن التأثيرات الجانبية تتفاوت بحسب المشاركة المستخدمة. توصي منظمة الصحة العالمية (WHO) بإعطاء لقاح الحصبة بعمر 9 أشهر في المناطق من العالم التي ينتشر فيها هذا المرض، أو بعمر 12 شهر في المناطق التي لا ينتشر فيها الفيروس. يصنع لقاح الحصبة من السلالات حية ولكن المضعفة من فيروس الروبيولا، ويصنع بشكل مسحوق جاف ثم يمزج مع سوائل معينة قبل حقنه تحت الجلد أو في العضل. يمكن تحديد فعالية اللقاح من خلال إجراء الفحوص الدموية.
في عام 1963، حُوّلت سلالة إدمونستون - ب من فيروس الحصبة إلى لقاح ورّخصت في الولايات المتحدة الأمريكية. في عام 1968، بدأ توزيع لقاح أضعف ومطوّر من لقاح الحصبة ليكون اللقاح الوحيد المستخدم ضد الحصبة في الولايات المتحدة منذ عام 1968. تلقى 85% من الأطفال حول العالم هذا اللقاح حتى عام 2013. في عام 2015، وفّرت ما لا يقل عن 160 دولة جرعتين من اللقاح في برامج التمنيع خاصتها. قُدّم لقاح الحصبة لأول مرة عام 1963، وهو أحد المركبات الموضوعة في قائمة منظمة الصحة العالمية للأدوية الأساسية، ويعد الدواء الأكثر أمانًا وفعالية من الأدوية الضرورية في النظام الصحي. يبلغ سعره في العالم المتطور ما يقارب 0.70 دولار أمريكي للجرعة الواحدة بحسب تقييم سنة 2014. ونظرًا إلى تفشي المرض بسهولة في المجتمعات غير المتلقية للقاح بشكل كافٍ، تعتبر الإصابة بالمرض اختبارًا لكفاية التلقيح داخل المجتمع السكاني.

## الاستخدامات الطبية
قبل الانتشار الواسع لاستخدام اللقاح، كان مرض الحصبة شائعًا لدرجة أنه اعتبر «مُحتّمًا كالموت والضرائب». عقب تقديم لقاح الحصبة عام 1963 في الولايات المتحدة الأمريكية انخفاض نسبة الإصابات من مئات الآلاف إلى عشرات الآلاف حالة، ثم انخفضت النسبة إلى آلاف الحالات سنويًا في ثمانينيات القرن الماضي مع تزايد أخذ اللقاح الناتج عن تفشي المرض سنة 1971 و1977. قاد تفشي المرض عام 1990 مع تسجيله 30,000 حالة إلى دفع جديد تجاه التلقيح وإضافة لقاح آخر إلى الجدول الموصى به. لم تُسجل أكثر من 220 حالة إصابة في أي عام بين التاريخين 1997 و2013، ولم يعتبر المرض منذ حينها وبائيًا في الولايات المتحدة الأمريكية. في عام 2014، وثّقت 667 حالة إصابة.
تبيّنت الفائدة من التمنيع تجاه الحصبة في منع الإصابة بالمرض والعلة والموت. خلال عشرين الأعوام الاُول التي رُخّص فيها لقاح الحصبة في الولايات المتحدة الأمريكية، ساهم اللقاح في منع ما يقارب 52 مليون حالة إصابة و17,400 حالة تأخر عقلي و5,200 حالة وفاة. خلال الفترة ما بين عامي 1999 و2004، قادت الاستراتيجية الموضوعة من قبل منظمة الصحة العالمية ومنظمة اليونيسيف إلى توسيع تغطية التمنيع تجاه الحصبة والتي حالت بدورها دون وقوع ما يقدر بـ 1.4 مليون حالة وفاة حول العالم. أدى لقاح الحصبة إلى استئصال كلي تقريبًا للمرض في الولايات المتحدة الأمريكية والدول المتطورة الأخرى. بينما يُصنع اللقاح من سلالات حية من الفيروس وبالتالي بإمكانها إحداث تأثيرات جانبية، تبقى تأثيراته أقل خطورة من المرض والموت المحتمل المحدث بالفيروس بحد ذاته، وتتفاوت التأثيرات الجانبية بين الطفح إلى الحالات الأقل شيوعًا كالتشنجات نادرة الحدوث التي تصيب نسبة ضئيلة من متلقي اللقاح.
يُعد مرض الحصبة شائعًا عالميًا، وعلى الرغم من التصريح باستئصال المرض كليًا من الولايات المتحدة الأمريكية في عام 2000، من الضروري رفع نسب التلقيح والتواصل مع رافضي اللقاح بهدف منع تفشي المرض مرة أخرى، والحفاظ على غياب مرض الحصبة في الولايات المتحدة. من بين الحالات الـ 66 التي وُثقت في الولايات المتحدة عام 2005، نسبت نصف الحالات تقريبًا إلى فرد واحد غير متلق للقاح أُصيب بالحصبة خلال زيارته لرومانيا. عاد الفرد إلى المجتمع مع العديد من أطفاله غير الخاضعين للتلقيح أيضًا. أصاب المرض المتفشي بالنتيجة 34 شخصًا آخر، أغلبهم أطفال وجميعهم غير متلقين للقاح، أدى إلى خضوع 9% منهم للرعاية المشفوية، وقدّرت تكاليف احتواء المرض من التفشي بـ 167,685 دولار. أدت معدّلات التلقيح المرتفعة في المجتمع المحيط بالحالة المصابة إلى تجنب وقوع وباء هائل.
لا يملك اللقاح تأثيرات غير محددة، مثل منع العداوى التنفسية، التي قد تكون أعظم من منع الحصبة لوحدها. تتجلّى هذه الفوائد بشكل أكبر عند إعطاء اللقاح قبل عمر السنة. أدى العيار العالي من اللقاح إلى تأثيرات أسوأ عند الفتيات، وبالتالي لا توصي منظمة الصحة العالمية به.  

## التأثيرات الجانبية
تَضُم التأثيرات الجانبية المرتبطة مع إعطاء لقاح MMR الحمى والطفح والألم موضع الحقن وفي حالات نادرة تصبغات جلدية حمراء أو بنفسجية معروفة بالفرفرية قليلة الصفيحات أو النوبات المُرتبطة بالحمى (النوبات الحموية).

### موانع الاستخدام
- الحمل: لا يجب إعطاء لقاح MMR أو أي من مكوناته للمرأة الحامل.[25]
- يمكن إعطاء الأطفال المصابين بنقص المناعة المكتسبة اللقاح في حال كان تعداد كتلة التمايز 4 مع اللمفاويات أعلى من 15%[26]

## أنماطه
نادرًا ما يعطى لقاح الحصبة بشكل مفرد وإنما من الشائع إعطاؤه بالمشاركة مع لقاح الحصبة الألمانية والنكاف أو لقاح جدري الماء.
وفيما يلي قائمة باللقاحات الحاوية على لقاح الحصبة:
- لقاح الحصبة (اللقاح لوحده)
- مشاركة لقاح الحصبة مع لقاح الحصبة الألمانية (لقاح MR)
- مشاركة لقاح النكاف مع الحصبة مع الحصبة الألمانية (لقاح MMR)[27][28][29]
- مشاركة لقاح النكاف مع الحصبة مع الحصبة الألمانية وجدري الماء (لقاح MMRV)